# Veleno di serpente
Il veleno di serpente (anche detto ofidico - dal greco "ofis", serpente) può essere considerato una forma di saliva altamente modificata prodotta da alcune famiglie di serpenti. È diverso a seconda della specie, ma contiene sempre delle neurotossine.

## Produzione
Il veleno è prodotto da una ghiandola che corrisponde a quella che negli altri vertebrati è la ghiandola parotide. Queste ghiandole velenifere sono presenti su ciascun lato della testa nella regione sottostante o retrostante all'occhio o comprese nella regione tra l'occhio, le narici e il palato.

## Come viene usato e come agisce
Il veleno di serpente è essenzialmente un mezzo di sopravvivenza per l'animale, con cui questo può paralizzare la preda e neutralizzare la sua resistenza. Molte specie di serpenti si cibano infatti di vertebrati più attivi e più forti di loro, che essi non potrebbero trattenere o uccidere con azione puramente meccanica.
Il veleno di serpente non è una sostanza semplice bensì una associazione complessa di molte tossine diverse, con funzioni e quantità variabili. Sono note 19 neurotossine presenti nei veleni delle varie specie di serpente nel mondo. Non si trovano tutte insieme nel veleno di nessuna singola specie, ma in media le specie di serpenti utilizzano da 6 a 12 di queste sostanze nel proprio veleno.
Si tratta di enzimi che possono essere grandi molecole composte di molte decine di peptidi. In alcuni casi l'azione tossica sul metabolismo è la conseguenza dell'unione sinergica di più sostanze. L'effetto immediato del veleno, uccidere o neutralizzare la resistenze della preda, è sempre affidato a meccanismi neurotossici; tuttavia il veleno di alcune famiglie di serpenti contiene anche sostanze che producono altri tipi di tossicità, con effetto meno immediato, sostanze che per il serpente hanno funzione pre-digestiva, e che possono però essere ancora più pericolose delle neurotossine. I serpenti velenosi sono anche dotati di un apparato apposito per l'iniezione e la diffusione della sostanza nel corpo della vittima, in particolare i denti del veleno che possono essere cavi e dotati di canali interni o incisi esternamente. I viperidi sono, tra tutte le famiglie di serpenti, quelli dotati del sistema velenifero più evoluto.
Vi sono due principali gruppi di serpenti velenosi – o meglio considerati velenosi in modo significativo per l'uomo – ovvero: i proteroglifi (includono gli Elapidi come i cobra, il serpente corallo) e le vipere (solenoglifi, includono vipere e crotali).
Questi due gruppi producono due tipologie di veleno ad azione generalmente diversa. Il veleno degli elapidi come il cobra ha effetto prevalentemente neurotossico, ad azione rapida, blocca le trasmissioni nervose e soprattutto le funzioni respiratorie della vittima. Il veleno dei viperidi invece, pur contenendo meno neurotossine, a causa delle sostanze pre-digestive ha effetti maggiormente emotossici (in particolare può indurre o impedire la coagulazione) e citotossici, ed ha azione più lenta e prolungata.
C'è anche un'altra categoria di serpenti velenosi: i colubridi opistoglifi. Gli opistoglifi hanno tutti denti veleniferi collocati in posizione non frontale, bensì arretrata nella mascella, hanno piccole dimensioni e di solito non sono tra quelli considerati particolarmente pericolosi per l'uomo, con le dovute eccezioni. Tra queste eccezioni vi è il boomslang, la specie più grande e più pericolosa tra i colubridi. 
Anche alcuni serpenti aglifi - cioè dai denti privi di scanalature - possiedono una saliva tossica, usata per stordire la preda. Il loro morso nella maggior parte dei casi è innocuo per l'uomo. Tuttavia, è stato dimostrato che un morso prolungato di biacco (da un minuto) può causare effetti neurotossici. 
È da considerare che i veleni dei serpenti sono tossici localmente e sistemicamente quando assorbiti oppure iniettati direttamente nel sistema circolatorio. Se ingeriti, vengono rapidamente digeriti essendo delle proteine, senza causare effetti sull'organismo.

## Composizione chimica
Il veleno dei serpenti si presenta come una miscela di differenti zootossine e di enzimi ad azione specifica. Alcuni di questi enzimi non sono sempre tossici in sé, ma agiscono sulla permeabilità cellulare nei confronti di altre sostanze rendendo i tessuti della vittima più vulnerabili alle altre sostanze iniettate. Le tossine contenute sono di diverse famiglie chimiche:
- Fosfodiesterasi: intervengono sul sistema circolatorio della vittima abbassando drammaticamente la pressione sanguigna, favoriscono così il collasso cardiocircolatorio.
- Agenti di blocco della colinesterasi: queste sostanze chimiche sono quelle propriamente neurotossiche. Sono enzimi contenuti in gran quantità soprattutto nel veleno degli elapidi, come i cobra e mamba, inibiscono gli enzimi colinesterasi e acetilcolinesterasi, che servono a degradare il neurotrasmettitore acetilcolina e sono normalmente presenti nello spazio sinaptico. L'effetto di questi agenti tossici è l'accumulazione dell'acetilcolina bloccando il funzionamento dei motoneuroni, ciò provoca paralisi dei movimenti ed eventualmente blocco respiratorio. Vi sono due tipi di azione neurochimica, dall'effetto analogo: le tossine prodotte dai cobra sono enzimi che si legano direttamente alla molecola di colinesterasi. Il veleno dei mamba invece contiene una tossina che si lega direttamente ai recettori nicotinici, produce la sua azione colinergica occupando i canali presenti nelle molecole di alcune membrane di motoneuroni specifici, canali microscopici che permettono il passaggio di ioni, producendo così una depolarizzazione delle cellule neuronali (questa azione è maggiormente cardiotossica). L'effetto è sempre quello di rendere inefficace la colinesterasi, con la neutralizzazione diretta della molecola o con il blocco delle destinazioni creando accumulazione di acetilcolina. L'effetto di tutte queste sostanze sui mammiferi è di paralisi neuro-motoria, può essere simile a quello di alte dosi di nicotina o curaro, o anche gas nervini come il VX e il Sarin. Il veleno dei viperidi contiene in genere una quantità minore di agenti neurotossici, risultando più mirato alle specie predate, mentre sull'uomo questa componente ha effetti solitamente non letali. I viperidi peraltro compensano la minore neuro-tossicità con un migliore apparato velenifero ed una percentuale maggiore di sostanze emotossiche, che inducono shock sistemico e collasso sui piccoli vertebrati.
- Ialuronidasi: enzima che modifica la permeabilità tissutale ad altri enzimi.
- Ammino ossidasi e Proteasi: sono una famiglia di enzimi polipeptidici ad azione più lenta la cui funzione sembra essere prevalentemente digestiva, e agiscono anche per la loro associazione con le sostanze neurotossiche. Tra questi vi sono le fosfolipasi. Reagiscono con altri enzimi, e sono citotossici ed emotossici. Nella maggior parte dei casi possono costituire il pericolo maggiore perché danneggiano irreversibilmente i tessuti e il sistema di capillari. Il veleno dei viperidi contiene quantità elevate di queste sostanze.
- Enzima ATP-bloccante: neutralizza le molecole di ATP (Adenosintrifosfato) presenti nel corpo della vittima facendo mancare l'apporto energetico vitale. L'effetto di questa sostanza è temporaneo, ma è letale per i piccoli animali, come ad esempio piccoli rettili e lucertole, poiché li priva della capacità di fuggire.

Il veleno in generale contiene neurotossine che danneggiano il sistema nervoso, e nel caso dei viperidi contiene tossine anticoagulanti, cioè che interferiscono con la coagulazione del sangue, provocando emorragie e altri danni da coagulazione intravascolare. Il veleno dei viperidi contiene tossine specifiche che inattivano i fattori della coagulazione: si tratta di un complesso di enzimi in grado di degradare alcune proteine e possono causare danni vascolari. A questi si aggiungono ormoni in grado di interferire con l'attività cardiaca come la bradichinina, che provoca vasodilatazione e quindi calo della pressione arteriosa. I veleni degli elapidi (cobra, bungaro, serpenti australiani) contengono soprattutto potenti neurotossine in grande quantità che agiscono rapidamente danneggiando il sistema nervoso centrale, e nel caso di alcune specie, sostanze che danneggiano direttamente i globuli rossi.
Non ci sono antidoti preventivi ad ampio spettro che annullino gli effetti di un eventuale morso. Ci sono invece sieri specifici per i veleni delle diverse famiglie di serpenti.

## Influenze sull'uomo
I serpenti in generale non costituiscono una fonte di pericolo significativo per gli esseri umani. Le morti a causa del veleno dei serpenti oscillano ogni anno tra le 30.000 e 40.000, il maggior numero delle quali è concentrato in una sola regione del mondo cioè sud-est asiatico.
Nella penisola italiana le specie di serpenti velenosi sono quelle appartenenti alla famiglia dei Viperidi, come la vipera comune (aspide) e il marasso. Si tratta di specie che producono veleno altamente tossico ma in quantità insufficiente per risultare letale in un essere umano adulto. Il loro morso risulta comunque molto doloroso e richiede trattamento medico; possono seguire sintomi generali di shock, e sintomi neurologici si possono presentare come dolori gastrici-intestinali, vomito e diarrea. I colubridi velenosi presenti nella penisola italiana non vengono considerati pericolosi per l'uomo.